# سو ريتشاردز
سو ريتشاردز هي مدونة وفنانة كندية، ولدت في 1958 في كندا، وتوفيت في 2 أغسطس 2014 في جيلف في كندا بسبب مرض باركنسون.